# Henry Meynell Rheam

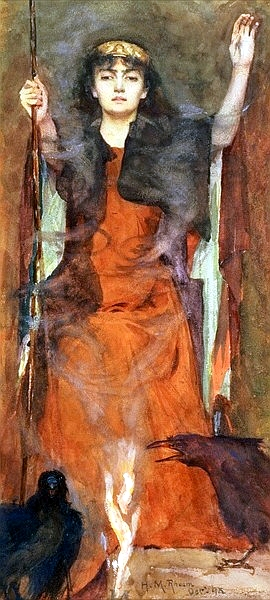
The Sorceress (1898)

Henry Meynell Rheam (* 13. Januar 1859 in Birkenhead, Merseyside; † November 1920 in Penzance, Cornwall) war ein englischer Präraffaelit. Er stand auch der Newlyn School nahe, einer Künstlerkolonie des Spätimpressionismus aus dem 19. und frühen 20. Jahrhundert.

## Leben und Werk
Henry Meynell Rheam studierte an der Heatherley’s School of Art in London, an der Académie Julian in Paris und in Deutschland. In den 1880er Jahren zog Rheam in den Südwesten von England nach Polperro, wozu sein Cousin, der Maler Henry Scott Tuke, wesentlich beigetragen hatte. 1887 wurden seine Werke erstmals in London ausgestellt. 1890 ließ er sich in Newlyn nieder. Der Anlass für den Umzug war das jährliche Cricket-Spiel zwischen den Künstlern von St Ives und Newlyn, eines der wichtigsten Sportereignisse in dieser Zeit. St Ives hatte zwei bemerkenswerte Batsmen erworben, und Newlyn schien einer sicheren Niederlage entgegenzusteuern. Aber in Newlyn hatte man erfahren, dass Henry Meynell Rheam ein herausragender Cricketspieler war, und versuchte ihn mit großem Aufwand von Polperro abzuwerben, was auch schließlich gelang. Rheam zog daraufhin nach Newlyn und trat bald auch außerhalb des Cricketfelds in Kontakt mit den Künstlern der Newlyn School. 
In diesen Jahren malte Rheam zahlreiche Genrebilder und Porträts im spätimpressionistischen Stil. Später wählte er überwiegend märchenhafte Szenen und stellte diese im Stil der Präraffaeliten dar. Rheam verwendete für seine Gemälde meistens Wasserfarben und nur selten Ölfarben. Er wurde nach mehreren Ausstellungen aufgrund seiner Könnerschaft zum Mitglied des Royal Institute of Painters in Water Colours gewählt. 1900 heiratete Rheam Alice Elliott und bewohnte mit ihr die Boase Castle Lodge in Newlyn. Später bezogen sie die West Lodge in Penzance, wo sie bis zu seinem Tod 1920 lebten.